# Décennie 2020 en arts plastiques
 (juillet 2021).
Cet article concerne les années 2020 en arts plastiques.